# Elizabeth Haydon
Elizabeth Haydon (* 1965 in Michigan) ist eine US-amerikanische Fantasy-Autorin.
Sie arbeitet als Lektorin in einem Schulbuchverlag, und neben Reisen und Musik gilt ihr Interesse vor allem der Folklore. Sie lebt mit ihrer Familie an der Ostküste der USA. Ihre ersten Schreibversuche machte sie bereits während ihrer Schulzeit. Für ihr Interesse für das Schreiben von Büchern ist sie von Schriftstellern wie J. R. R. Tolkien, Clive Staples Lewis und Anne McCaffrey inspiriert worden. 
Die Bücher der bisher neunteiligen Rhapsody-Saga sind ihre erfolgreichsten Veröffentlichungen.

## Bibliographie

### Rhapsody Saga
- Band 1: Rhapsody: Child of Blood, Tor 1999, ISBN 0-312-86752-2
  - Tochter des Windes, Heyne 2003, Übersetzer Michael Windgassen, ISBN 3-453-86372-0
- Band 2: Prophecy: Child of Earth, Tor 2000, ISBN 0-312-86751-4
  - Tochter der Erde, Heyne 2003, Übersetzerin Christine Struth, ISBN 3-453-87069-7
- Band 3: Destiny: Child of Sky, Tor 2001, ISBN 0-312-86750-6
  - Tochter des Feuers, Heyne 2004, Übersetzer Michael Siefener, ISBN 3-453-87549-4
- Band 4: Requiem for the Sun, Tor 2002, ISBN 0-312-87884-2
  - Tochter der Zeit, Heyne 2005, Übersetzer Michael Siefener, ISBN 3-453-87911-2
- Band 5: Elegy for a Lost Star, Tor 2004, ISBN 0-312-87883-4
  - Tochter des Sturms, Heyne 2006, Übersetzer Michael Siefener, ISBN 3-453-52067-X
- Band 6: The Assassin King, Tor 2007, ISBN 0-765-30565-8
  - Tochter der Sonne, Heyne 2008, Übersetzer Michael Siefener, ISBN 978-3-453-53256-4
- Band 7: The Merchant Emperor, Tor 2014, ISBN 978-0-7653-0566-4
- Band 8: The Hollow Queen, Tor 2015, ISBN 978-0-7653-0567-1
- Band 9: The Weaver´s Lament, Tor 2016, ISBN 978-0-7653-2055-1

### Lost Journals of Ven Polypheme
- The Floating Island, Starscape 2006, ISBN 0-765-30867-3
- The Thief Queen’s Daughter, Starscape 2007, ISBN 978-0-7653-0868-9
- The Dragon's Lair, Starscape 2008, ISBN 978-0-7653-0869-6
- The Tree of Water, Starscape 2014, ISBN 978-0-7653-2059-9